# Tadeusz Trzciński (muzyk)
Tadeusz Trzciński (ur. 2 stycznia 1943 w Warszawie) – polski wokalista, harmonijkarz, reżyser i realizator dźwięku scenicznego.

## Kariera
Wywodzi się z młodzieżowego, warszawskiego środowiska muzycznego. W latach 1965–1967 śpiewał i grał na harmonijce ustnej w bigbitowym zespole Leniuchy, który jesienią 1967 roku przekształcił się w grupę Pięciu w której pełnił obowiązki wokalisty i która zyskała znaczną popularność. W lutym 1971 roku rozpoczął współpracę z Tadeuszem Nalepa i przeszedł do Breakoutu z którym, jako harmonijkarz nagrał przełomowe dla polskiej muzyki rozrywkowej albumy: Blues, Mira, Karate i Ogień. Zagrał też na harmonijce ustnej w piosence Martyny Jakubowicz pt. Słuchaj, man, znajdującej się na albumie I Ching.
Od wielu lat należy do czołówki najlepszych realizatorów dźwięku scenicznego w Polsce. Przez wiele lat nagłaśniał występy zagranicznych gwiazd podczas Międzynarodowego Festiwalu Piosenki w Sopocie. A byli to m.in.: Jose Feliciano, Charles Aznavour, Johnny Cash, Shirley Bassey, czy Karel Gott. Wielokrotnie nagłaśniał koncerty podczas festiwalu Jazz Jamboree i koncerty polskich gwiazd estrady, m.in.: Ireny Santor, Anny Jantar, Ewy Bem, Krystyny Prońko, Krzysztofa Krawczyka, Bogusława Meca, Breakoutu, czy Czerwonych Gitar. Współpracował także z zespołami: Perfect, Lady Pank, Oddział Zamknięty i Bajm. Za doskonałe brzmienie swojego koncertu w Sali Kongresowej w Pałacu Kultury i Nauki, dziękował mu osobiście Ray Charles. Nagłaśniał także koncerty zespołu Nazareth w Rosji. I współpracował przy realizacji dźwięku jedynego, polskiego koncertu Michaela Jacksona na warszawskim Bemowie. 
W latach 90. wszedł w skład reaktywowanej grupy Pięciu i wraz z nią wziął udział w koncertach wspomnieniowych Warszawski rock and roll lat 60. Z brzytwą na poziomki, który odbył się 24 maja 1996 roku w klubie Stodoła (został on w skrócie udokumentowany na płycie, pt. Warszawski Rock & Roll. Live in Concert) i w kolejnym, który miał miejsce w 1997 roku w Centrum Łowicka. Od 2013 roku jest członkiem zespołu Old Breakout. Z Old Breakout nagrał dwa albumy studyjne: "Old Breakout - Tribute to Nalepa & Kubasińska" (2018) i "Old Breakout - 80a" (2022). Od 2021 roku, przez 3 lata, zagrał z zespołem Old Breakout prawie 100 koncertów. Obecnie planowana jest trasa koncertowa 2024 oraz wydanie płyty live. 